# HD 162220
HD 162220，又名CD-3014802，SAO 209357、HR 6645，是一颗恒星，视星等为6.66，位于銀經359.24，銀緯-1.88，其B1900.0坐标为赤經17h 44m 46.3s，赤緯-30° -1.88′ 39″。